# Groenlo
Groenlo (en bajo sajón neerlandés: Grolle, Groll, Grol) es una ciudad en el municipio de Oost Gelre en la Provincia de Güeldres, localizada al este de los Países Bajos y muy próxima a la frontera con Alemania.

## Historia
Groenlo fue fundada a principios del siglo XII, y recibió el estatus de villa de mano del conde Reinaldo I de Güeldres en 1277. La villa estaba situada en un emplazamiento estratégico en la ruta comercial hacia Alemania.
Ciudad del Ducado de Güeldres, pasó en 1543 a formar parte de los Países Bajos de los Habsburgo. Fue asediada varias veces durante el período de la guerra de los Ochenta Años. Entre finales de 1576 y 1580 fue tomada por los neerlandeses, hasta que pasa a ser parte de los Países Bajos Españoles, ocupada de nuevo por los neerlandeses el 28 de septiembre de 1597. Vuelve a España el 14 de agosto de 1606 hasta su conquista definitiva por las Provincias Unidas el 19 de agosto de 1627. Durante la guerra franco-neerlandesa fue ocupada entre 1672 y 1674 por el Obispado Principesco de Münster.

## Industria
Grolsch o (Grolsche Brouwerijen) es un fabricante de cerveza holandés establecido en 1615 en Groenlo.

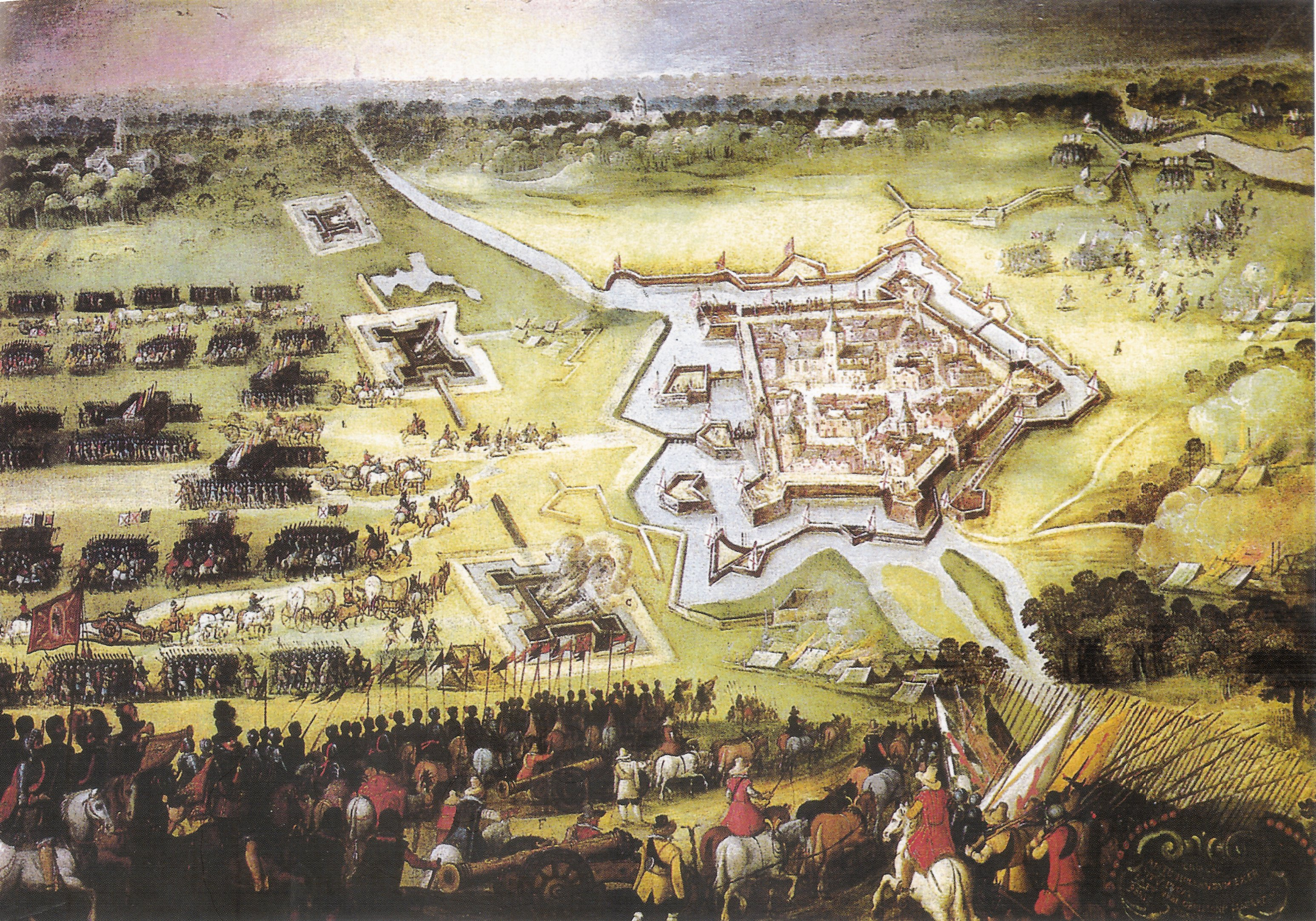
Liberación de Groenlo por Spínola el 9 de septiembre de 1606. Pintado por Pieter Snayers

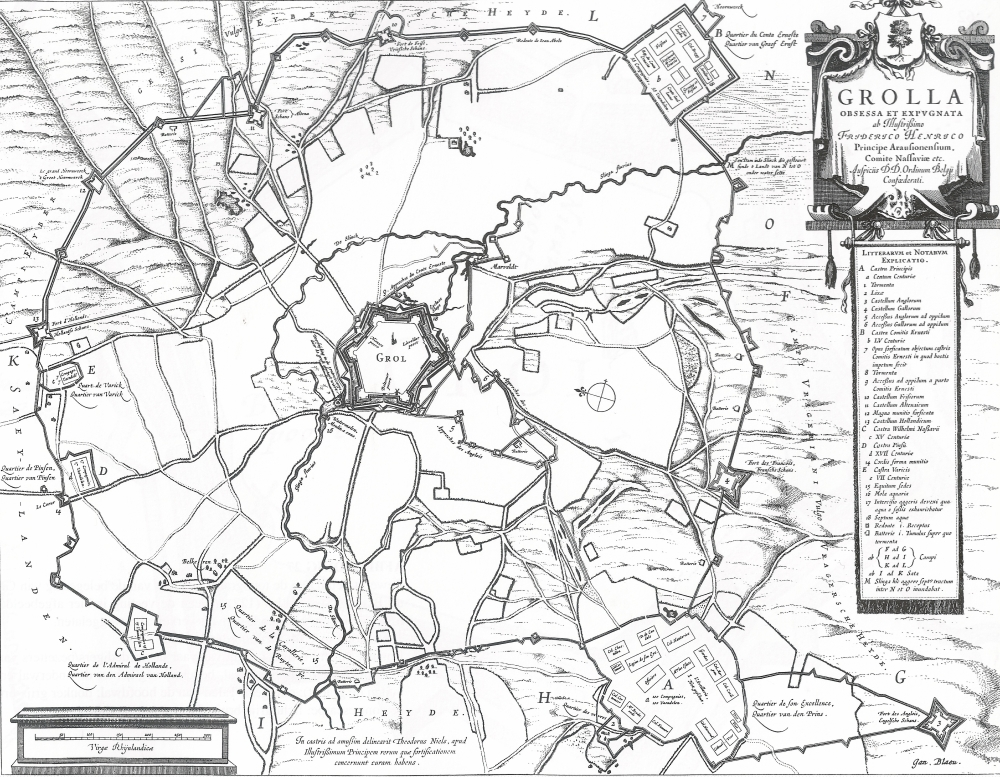
Asedio de Groenlo en 1627 por Federico-Enrique J.Blaeu

- Datos: Q72991
- Multimedia: Groenlo / Q72991

1. ↑  Worldpostalcodes.org,código postal n.º 7141.